# Beniamin Wald
Beniamin Wald (ur. w 1920 w Warszawie, zm. w 1943 tamże) – polski działacz konspiracji żydowskiej w trakcie II wojny światowej, dowódca grupy bojowej w trakcie powstania w getcie warszawskim.

## Życiorys
Pochodził z warszawskiego Czerniakowa. Uczył się w chederze i jesziwie. W młodości związał się z ruchem syjonistycznym i wstąpił do Frajhajtu. W trakcie okupacji niemieckiej przebywał w getcie warszawskim. Był uczestnikiem pierwszych walk z Niemcami w styczniu 1943 roku. Podczas powstania w getcie warszawskim dowodził oddziałem Droru na Lesznie 36. Zginął wraz z całym swoim oddziałem w trakcie próby przejścia kanałami na tzw. stronę aryjską. 